# Srbochorvatská Wikipedie
Srbochorvatská Wikipedie je jazyková verze Wikipedie v srbochorvatštině. Její provoz byl zahájen v roce 2002. Je psána latinkou i azbukou.
V lednu 2022 obsahovala přes 456 000 článků a pracovalo pro ni 12 správců. Registrováno bylo přes 168 000 uživatelů, z nichž bylo asi 200 aktivních. V počtu článků byla 29. největší jazykovou verzí.
V roce 2019 bylo zobrazeno okolo 71,9 milionu dotazů. Denní průměr byl 196 938 a měsíční 5 990 207 dotazů. Nejvíce dotazů bylo zobrazeno v listopadu (9 178 202), nejméně v červenci (4 555 692). Nejvíce dotazů za den přišlo v pátek 1. listopadu (3 519 088), nejméně v úterý 31. prosince (120 381).